# Dixit Dominus (Vivaldi)

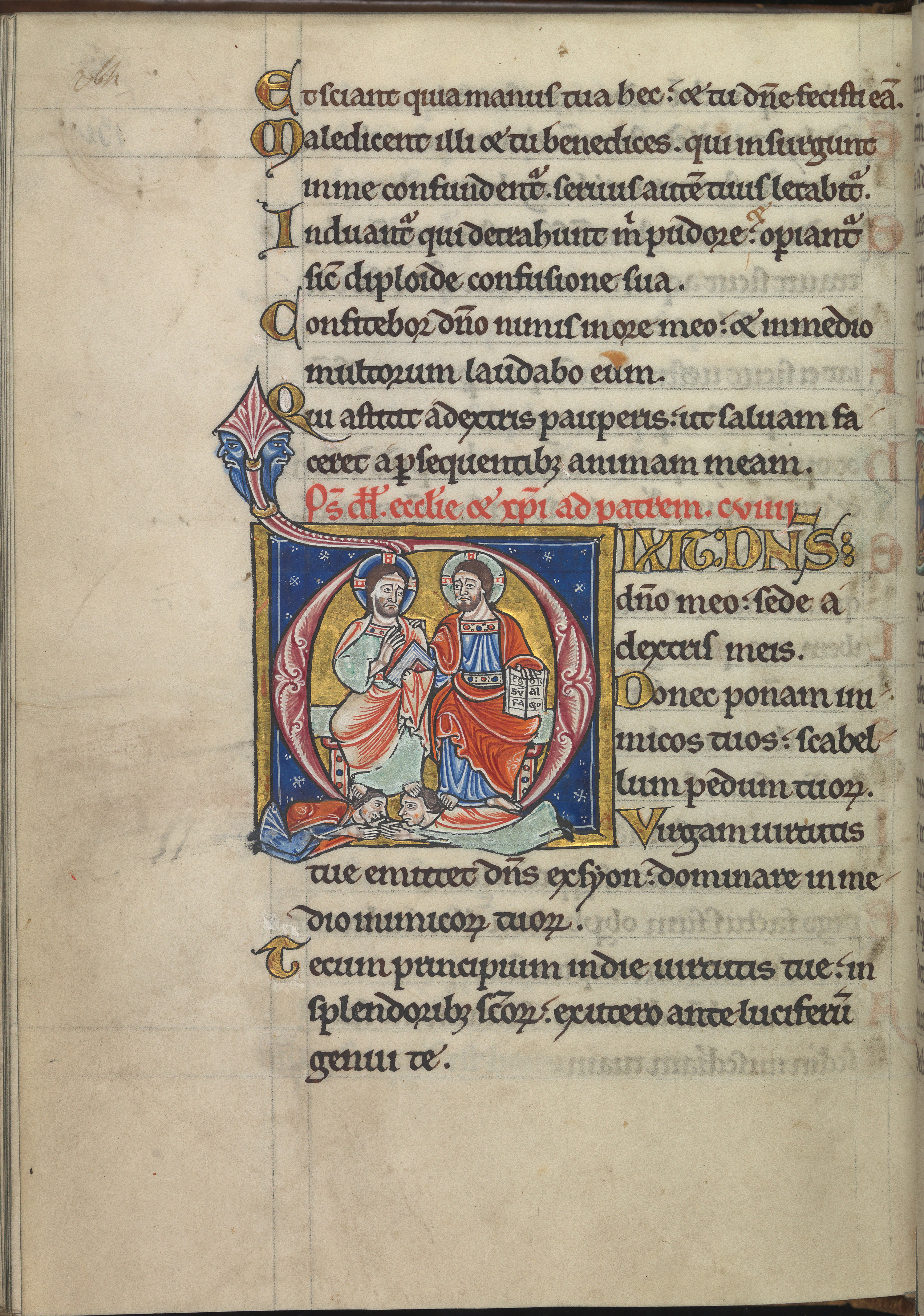
Dixit Dominus

Antonio Vivaldi a composé trois Dixit Dominus (« Le Seigneur a dit » en latin), la version latine du Psaume 110. Un premier Dixit de dix mouvements pour cinq solistes, un double chœur et un orchestre, RV 594, un autre en onze mouvements pour cinq voix, un chœur en cinq parties et un orchestre, RV 595, et un dernier Dixit récemment découvert en onze mouvements pour cinq solistes, chœur et orchestre, RV 807, qui était initialement attribué à Baldassare Galuppi. Les Dixit Dominus sont considérés comme des pièces majeures de l'œuvre sacrée de Vivaldi.

## Histoire
Il existe trois compositions enregistrées de Dixit Dominus - Psaume 110 en latin (ou Psaume 109 dans la Vulgate) - de Vivaldi. Chacune de ces compositions est une version développée du psaume des vêpres prévue pour cinq solistes, un ou plusieurs chœurs et un orchestre; un seul ayant été formellement identifié comme l'œuvre d'Antonio Vivaldi en 2005.   
Le Psaume 110 est régulièrement inclus dans les services des Vêpres, généralement en tant que psaume d'ouverture. Le Dixit Dominus est considéré comme la plus grande œuvre pour deux chœur et orchestre de Vivaldi qui nous soit parvenue. 

## RV 594
La version la plus connue des Dixit de Vivaldi, catalogué RV 594, est structurée en dix mouvements, huit versets et deux mouvements pour la doxologie. Il est destiné à six solistes, au double chœur et à un orchestre.  En ré majeur, il a été composé pour deux sopranos, alto, ténor et basse qui y jouent le rôle de solistes, deux chœurs (organisés en sopranos-altos-ténors-barytons) et un orchestre.  
Le premier chœur est accompagné par deux hautbois, deux trompettes (avec timbales), deux violons, un alto, un orgue et basse continue, tandis que le deuxième chœur est accompagné par les cordes, un orgue et basse continue.  La durée approximative est de 25 minutes.  
Les dix mouvements sont :
1. Dixit Dominus, Allegro, ré majeur, deux chœurs, l'orchestre et deux orgues solos
2. Donec ponam inimicos tuos, Allegro, si mineur, deux chœurs et cordes
3. Virgam virtutis tuae, Andante – Allegro molto, ré majeur, deux sopranos et cordes
4. Tecum principium, Andante, mi mineur, alto et cordes
5. Juravit Dominus, Presto, do majeur, double chœur et corde
6. Dominus a dextris tuis, Allegro, do majeur, ténor et basse et cordes
7. Judicabit in nationibus, Largo, ré mineur, deux chœur et l'orchestre
8. De torrente, Andante, mi mineur, soprano et cordes
9. Gloria Patri, Allegro, ré majeur, deux chœurs, deux orchestres et orgues solos
10. Sicut erat in principio, Allegro, ré majeur, deux chœurs et l'orchestre

## RV 595
Le second Dixit Dominus découvert fut catalogué RV 595. Également en ré majeur, il est structuré en onze mouvements, dont huit versets et trois mouvements pour la doxologie. Il est composé pour cinq solistes (deux sopranos, un alto, un ténor et une basse), un chœur qui doit pour certains mouvements diviser ses sopranos en deux groupes, et un orchestre. 

## RV 807
Le Dixit Dominus de Vivaldi catalogué RV 807 ne lui a été attribué qu'en 2005, après avoir été attribué à Baldassare Galuppi, puisque la copie manuscrite détenue par la Bibliothèque d'État et universitaire saxonne de Dresde (Sächsische Staatsbibliothek) à Dresde était nommée Dixit a 4: construmenti / del Sig: Baldasar Galuppi, detto Buranello / Fatto per l'Ospedale delli Mendicanti / 1745.
La calligraphie et le style musical sont pourtant très facilement attribuables à Vivaldi. En ré majeur, il est prévu pour deux sopranos, alto et deux ténors, un chœur et un orchestre de deux bassons, une trompette, cordes et basse continue.  

## Enregistrements
- Vivaldi : Dixit Dominus, RV 594, Carus-Verlag 2005